# Buga
Buga is een middelgrote stad van ongeveer 114.000 inwoners gelegen in het departement Valle del Cauca, in het westen van Colombia, zo'n 73 km ten noordoosten van Cali, de hoofdstad van het departement. Buga werd in 1555 gesticht en in 1884 als stad erkend. De volledige naam luidt Guadalajara de Buga, vanwege de nabijgelegen machtige rivier de Guadalajara. Het is bekend om zijn Basílica del Señor de los Milagros, een kerk die een afbeelding van Christus zou huisvesten, El Señor de los Milagros (heer van de wonderen) genaamd, waarvan wordt beweerd dat deze in de rivier is gevonden en sindsdien zou zijn gegroeid.
In Colombia is een autorit met de mannen voorin en de vrouwen achterin bekend als "Paseo Bugueño", een "Buga rit". De reden achter de term "Paseo Bugueño" is dat Buga tijden bekend van de gevolgen van familieinteelt is geweest, wat van begin 20e eeuw tot de jaren 60 en de vroege jaren 70 in vergelijkbaar dichte gemeenschappen in Colombia voorkwam. Buga had een geboorteratio, hoger dan gemiddeld, van mensen met geestelijke tekorten. Zo veel dat een "bugueño" enigszins oneerlijk synoniem stond voor een "genetische" dwaas. Slechts reizen de dwazen in auto's met de vrouwen op de achterbank, vandaar de term "Paseo Bugueño" volgens Colombiaanse redenering.
Hoe arm het op enige plaatsen mag zijn heeft Buga desondanks het karakter van een kleine welvarende stad, te midden van een van de groenste landbouwgronden ter wereld.
De plaats geniet bekendheid van het gerecht "Pan de Bono" dat er zijn oorsprong heeft en is ook bekend van de "Valluno manjar blanco", een andere kookkunst, en de beste plaats waar men "Chuletas" kan kopen, een regionaal gerecht. Dat laatste is rijst met gebraden weegbree die met vlees wordt bereid zoals gestoofd of gebraden rund- of varkensvlees.
De beroemdste kok voor deze schotel is een geheimzinnig persoon die slechts als "Don Carlos" wordt gekend. Don Carlos heeft de gewoonte nieuwe restaurants te beginnen en deze op verschillende manieren naar hemzelf te vernoemen. Het is algemeen bekend in Buga dat, nadat het met z'n huidige compagnon op ruzie is uitgelopen Don Carlos vertrekt en weer een ander restaurant begint met de naam "Don Carlos".
Buga staat regionaal eveneens bekend om de zoete lekkernijen die op het stadsplein voor de basiliek worden verkocht.

## Partnersteden
- Guadalajara, Spanje sinds 1996

Alcalá · Andalucía · Ansermanuevo · Argelia · Bolívar · Buenaventura · Bugalagrande · Caicedonia · Cali · Calima · Candelaria · Cartago · Dagua · El Águila · El Cairo · El Cerrito · El Dovio · Florida · Ginebra · Guacarí · Guadalajara de Buga · Jamundí · La Cumbre · La Unión · La Victoria · Obando · Palmira · Pradera · Restrepo · Riofrío · Roldanillo · San Pedro · Sevilla · Toro · Trujillo · Tuluá · Ulloa · Versalles · Vijes · Yotoco · Yumbo · Zarzal
- Gemeinsame Normdatei: 5160120-5
- Library of Congress Control Number: n80125049
- Nationale Bibliotheek van Israël: 987007559782305171
- Virtual International Authority File: 147748449
- WorldCat: E39PBJv4krmWcymPqfhYYcwgrq